# Comuna de Dmosin
Dmosin (polaco: Gmina Dmosin) é uma gminy (comuna) na Polónia, na voivodia de Lodz e no condado de Brzeziński. A sede do condado é a cidade de Dmosin.
De acordo com os censos de 2004, a comuna tem 4725 habitantes, com uma densidade 47 hab/km².

## Área
Estende-se por uma área de 100,53 km², incluindo:
- área agricola: 88%
- área florestal: 7%

## Demografia
Dados de 30 de Junho 2004:
|                      | Total   | Total | Mulheres | Mulheres | Homens  | Homens |
| -------------------- | ------- | ----- | -------- | -------- | ------- | ------ |
|                      | pessoas | %     | pessoas  | %        | pessoas | %      |
| População            | 4725    | 100   | 2409     | 51       | 2316    | 49     |
| Densidade (pop./km²) | 47      | 100   | 24       | 24       | 23      | 23     |

De acordo com dados de 2002, o rendimento médio per capita ascendia a 1379,35 zł.

## Subdivisões
- Borki, Dmosin, Dmosin Drugi, Dmosin Pierwszy, Grodzisk, Kałęczew, Kamień, Kołacin, Kołacinek, Koziołki, Kraszew, Kraszew Wielki, Kuźmy, Lubowidza, Nadolna, Nadolna-Kolonia, Nagawki, Nowostawy Dolne, Osiny, Szczecin, Teresin, Wiesiołów, Wola Cyrusowa, Wola Cyrusowa-Kolonia, Ząbki.

## Comunas vizinhas
- Brzeziny, Głowno, Lipce Reymontowskie, Łyszkowice, Rogów, Stryków